# 카탈리스트 (소프트웨어)
카탈리스트(Catalyst)는 펄로 작성된 오픈 소스 웹 애플리케이션 프레임워크로, 대체적으로 모델-뷰-컨트롤러 구조를 따르며 실험적인 수많은 웹 패턴을 지원한다. 펄을 위한 현대 오브젝트 시스템인 무스를 이용하여 작성되어 있다. 디자인은 루비 온 레일즈, 메이폴, 스프링과 같은 프레임워크에 영향을 받았다.

## 이용
카탈리스트를 이용한 웹사이트로는 Magazines.com, Booking.com, bbc.co.uk iPlayer 백엔드, 덕덕고 커뮤니티 플랫폼,, Tripwolf.com을 포함한다.
모조모조 위키 엔진은 카탈리스트를 이용하여 작성되었다.
YouPorn은 카탈리스트를 2012년까지 이용하였다.